# さらば愛しき女よ
『さらば愛しき女よ』（さらばいとしきひとよ、Farewell, My Lovely）は、アメリカの作家レイモンド・チャンドラーのハードボイルド小説。1940年刊。私立探偵フィリップ・マーロウを主人公とする長編シリーズの第2作目。

## あらすじ
銀行強盗で捕まり、刑務所から出てきたばかりの大男、ムース（へら鹿）のあだ名を持つマロイは、フロリアンズというレストラン・バーに昔の恋人ヴェルマを尋ねてやって来る。しかしそこは今では黒人客専門の店になっており、ヴェルマのことは誰も知らず、逆に厄介者扱いされたので、マロイは逆上し、その店のオーナーを殺し、逃亡してしまう。
フロリアンズの前でマロイと出会い、マロイにその店に連れ込まれていた私立探偵フィリップ・マーロウは、警察の尋問に対し、マロイを捕まえたかったらヴェルマを見つけ出すことだと私見を述べるが、警官に恩を着せられ、自身がヴェルマ探しをする羽目になってしまう。マーロウが元のフロリアンズのオーナーの未亡人ジェシー・フロリアンに会ってみるとヴェルマは死んだという。
そんなときマーロウにマリオットという人物から依頼が入る。ある金持ちの女性とドライブしていたときに強盗に彼女の翡翠のネックレスを奪われた。それを金と交換して返してもらうのだが、それに同伴してほしいというのだ。それは闇ルートに流通させ難い希少品を奪ったときの組織犯的強盗の手なのだという。結局マーロウがマリオットになりすまし、マリオットは車の後部座席に隠れて取引の場所に行ってみるが、マーロウは車を離れた瞬間に背後から何者かに殴られて昏倒、そのあいだにマリオットが殺されてしまう。
後日、殺人現場を偶然通りかかって知り合った駆け出しライターのアン・リオーダンが、大資産家、老グレイルの若き夫人が、その希少な翡翠のネックレスの持ち主であることを調べ上げ、グレイル夫人がネックレスを取り返すためにマーロウを雇うということの仲介をとってくれる。グレイル宅に行ってみると、美しいグレイル夫人はマーロウを誘惑し、マーロウもそれに乗ってしまう。老いた夫は、夫人のそんな奔放な行動を許していた。
マーロウがマリオットの持っていた麻薬入りタバコを解体すると、アムサーという霊能力商売をしている人物の名刺が入っていた。そのアムサーを訪ね、マリオットとの関係と麻薬について尋ねると、アムサーは手なずけている警官を呼んでマーロウを連れていかせる。警官に殴られ気絶したマーロウは、気がついてみると、麻薬を打たれ、麻薬中毒病院のベッドに寝ていた。脱出するさいにマーロウはその病院の中にマロイの姿を目撃する。そこの医師ソンダボーグはお尋ね者をかくまうという裏稼業にも手を染めていたのだ。マーロウは、ランドール警部補に、マリオットとアムサーは組織的強盗のグルで、マリオットは利用価値のなくなってきた自分が殺されると思い、いざとなったときのせめてもの報復のためにアムサーの名刺をタバコに仕込んで持ち歩いていたのではないかという。
次にジェシー・フロリアンが自宅でマロイに殺される。ソンダボーグ医師はすでに夜逃げしていたので、マーロウは自分を麻薬病院に入れた悪徳警官を突きとめ、彼の情報から、ベイシティーの黒幕ブルーネットの賭博船にマロイが逃げ込んでいると推理し、そこに乗り込んで、ブルーネットにマロイへの伝言を頼んでみる。
伝言どおりマーロウの家に来たマロイにマーロウは隣室に隠れているように言う。そこにマーロウから逢引きを口実に呼ばれてきたグレイル夫人が現れる。マーロウはグレイル夫人にいう。グレイル夫人をヴェルマと見抜いたジェシー・フロリアンは、彼女の過去の口止め料をもらっていた。しかしグレイル夫人も同時にマリオットを通じて、ジェシーが秘密をばらすなら、いつでもジェシーを葬れるようにしていた。ジェシー経由でマーロウという探偵がマロイ逮捕のためにヴェルマ探しをしだしたことを知ったグレイル夫人は、翡翠が強盗された話をでっちあげ、マリオットにマーロウを始末するよう指示したが、実は、彼女が殺したかったのはマーロウではなく、知りすぎた秘密をやすやすとしゃべりそうなマリオットのほうなのであった。だからマリオットが殺されたのだと。
すべてを見抜かれたヴェルマは拳銃を出す。すると同じく拳銃を手にしたマロイが出てくる。かつて俺の銀行強盗を警察にたらし込んだのもおまえかと問うマロイをヴェルマは「近寄るな、うすのろ」と言って射殺する。
逃亡したヴェルマはかつて同様、ナイトクラブで歌手をやっているところを刑事に踏み込まれ、その刑事を射殺したのち、その場で自分をも撃って死ぬ。ヴェルマが最後まで金持ちの夫に頼らなかったのは、せめてもの夫への思いやりだったのだとマーロウは警官に語る。

## 登場人物
フィリップ・マーロウ
ロサンゼルスの私立探偵。
ムース・マロイ
身長2メートル近い大男。腕っ節が強く性格も粗暴で気が短い。ムース (moose) はヘラジカを意味するあだ名。銀行強盗で8年間オレゴン州立刑務所に服役していた。当時の恋人ヴェルマ・ヴァレントにいまだ想いを寄せている。
ヴェルマ・ヴァレント
歌手。マロイの昔の恋人だった。死んだという情報も出たがもっかのところ行方不明。
ジェシー・フロリアン
白人専用のナイトクラブ「フロリアンズ」の元経営者マイク・フロリアンの未亡人。不潔で自堕落な生活を送り、アルコール依存症になっている。
リンゼイ・マリオット
マーロウの依頼人。モンテマー・ヴィスタに住む。盗まれた翡翠のネックレスを買い戻す一件で、マーロウに護衛を依頼する。なぜかジェシー・フロリアンの不動産を抵当にしている。気弱な性格。
アン・リオーダン
元ベイ・シティー警察署長の一人娘。フリーライター。死んだ父と同じく、真面目で生一本な性格。
グレイル夫人
老いた富豪の若き妻。夫は彼女の男遊びを許している。
ジェームズ・アムサー
霊能力者として商売をしている男。他にも裏稼業的なことに手を出している。
セカンド・プランティング
体臭の強いインディアン。アムサーの用心棒。
ソンダボーグ
麻薬中毒患者専門の病院を経営している医師。
レアード・ブルーネット
ベイシティーの黒幕。
ナルティー
七十七番通り分署の刑事部長。マーロウに恩を着せて、うまいこと使おうとする。
ランドール
ロサンゼルス中央警察署殺人課の警部補。マーロウとライバル的な立ち位置に立つが買ってもいる。
ジョン・ワックス
ベイシティーの警察署長。事なかれ主義的な腐敗を感じさせる署長。

## 日本語訳
- 「別冊宝石43号 世界探偵小説全集10　チャンドラー篇」1954年12月に、『さらば愛しき女よ』収録。[日本語訳 1]

| 出版年        | タイトル                 | 出版社   | 文庫名等                                             | 訳者     | 巻末          | ページ数 | ISBNコード     | カバーデザイン                                                  | 備考                                               |
| ------------- | ------------------------ | -------- | ---------------------------------------------------- | -------- | ------------- | -------- | -------------- | --------------------------------------------------------------- | -------------------------------------------------- |
| 1956年3月     | さらば愛しき女よ         | 早川書房 | 世界探偵小説全集 （ハヤカワ・ポケット・ミステリ）247 | 清水俊二 |               | 229      |                |                                                                 |                                                    |
| 1972年6月     | レイモンド・チャンドラー | 早川書房 | 世界ミステリ全集5                                    | 清水俊二 |               | 748      |                |                                                                 | 清水訳で他に 『長いお別れ』 『プレイバック』を収録 |
| 1976年4月     | さらば愛しき女よ         | 早川書房 | ハヤカワ・ミステリ文庫HM 7-2                         | 清水俊二 | 解説 稲葉明雄 | 365      | 978-4150704520 | カバーフォーマット:辰巳四郎、 カバーデザイン:ハヤカワ・デザイン | 電子書籍も刊、2012年9月より                        |
| 2009年4月15日 | さよなら、愛しい人       | 早川書房 | 単行判                                               | 村上春樹 |               | 375      | 978-4152090232 |                                                                 |                                                    |
| 2011年6月5日  | さよなら、愛しい人       | 早川書房 | ハヤカワ・ミステリ文庫HM 7-12                        | 村上春樹 | 訳者あとがき  | 477      | 978-4150704629 | 坂川栄治+永井亜矢子 （坂川事務所）                              | 電子書籍も刊                                       |

## 映画化
The Falcon Takes Over
（RKO、1942年）日本未公開。監督=アーヴィング・ライス、脚本=リン・ルート、フランク・フェントン、主演=ジョージ・サンダーズ。
マイクル・アーレンのキャラクター、冒険家のファルコン（本名はゲイ・ローレンス）を主人公とする映画シリーズの3作目であるが、そのプロットはこの小説に基づいている。
ブロンドの殺人者 (Murder, My Sweet) 
（RKO、1944年）監督=エドワード・ドミトリク、脚本=ジョン・パクストン、フランク・フェントン、主演=ディック・パウエル。
タイトルが小説の原題から変更されたのは、恋愛映画と間違われないようにするためとされる（結果を暗示しているタイトルになった）。TV放映邦題「欲望の果て」。
さらば愛しき女よ (1975年の映画)
（アヴォコ、1975年）原題通りに2度目の映画化。監督=ディック・リチャーズ、脚本=デイヴィッド・ゼラグ・グッドマン、出演=ロバート・ミッチャム、シャーロット・ランプリング。「ロッキー」でブレイクする前のシルヴェスター・スタローンが端役で出ている。1976年日本公開、「キネマ旬報」外国映画14位、読者選出で10位に入った。

## ゲーム
超名作推理アドベンチャーDS レイモンド・チャンドラー原作 さらば愛しき女よ
2009年5月28日にフリューよりニンテンドーDS用として発売された。途中の選択によっては、本筋と異なるストーリーを見ることも可能。フィリップ・マーロウの声はものまねタレントの山本高広が担当。